# To the Ivy League from Nat
To the Ivy League from Nat è il terzo album discografico di Nat Adderley, pubblicato dalla Label EmArcy Records nel 1958.
Nel 1987 la stessa Emarcy Records, pubblicò un ellepì con tre brani aggiunti (totale di dodici pezzi).

## Tracce
Lato A
1. #251 – 2:38 (Jackie Byard) – Registrato il 18 luglio 1956 a New York City
2. Sam's Tune – 3:20 (Sam Jones) – Registrato il 23 luglio 1956 a New York City
3. Bimini – 3:35 (Nat Adderley) – Registrato il 12 luglio 1956 a New York City
4. The Fat Man – 3:25 (Jerome Richardson) – Registrato il 23 luglio 1956 a New York City
5. Sermonette – 3:29 (Nat Adderley) – Registrato il 12 luglio 1956 a New York City

Durata totale: 16:27
Lato B
1. Jackleg – 3:46 (Samuel Hart) – Registrato il 18 luglio 1956 a New York City
2. The Nearness of You – 6:09 (Ned Washington, Hoagy Carmichael) – Registrato il 23 luglio 1956 a New York City
3. Rattler's Groove – 3:23 (Nat Adderley) – Registrato il 18 luglio 1956 a New York City
4. Hayseed – 3:01 (Nat Adderley) – Registrato il 12 luglio 1956 a New York City

Durata totale: 16:19
Edizione LP del 1987, pubblicato dalla EmArcy Records (195J-10083)
Lato A
1. #251 – 2:43 (Jackie Byard)
2. Sam's Tune – 3:24 (Sam Jones)
3. Sam's Tune (Alternate Take) – 2:50 (Sam Jones) – Registrato il 23 luglio 1956 a New York City
4. Bimini – 3:38 (Nat Adderley)
5. The Fat Man – 3:28 (Jerome Richardson)
6. Sermonette – 3:35 (Nat Adderley)

Durata totale: 19:38
Lato B
1. Jackleg – 3:48 (Samuel Hart)
2. The Nearness of You – 6:11 (Ned Washington, Hoagy Carmichael)
3. Rattler's Groove – 3:26 (Nat Adderley)
4. Hayseed – 3:03 (Nat Adderley)
5. Hoppin' John – 2:15 (Nat Adderley) – Registrato il 23 luglio 1956 a New York City
6. Yesterdays – 2:48 – Registrato il 23 luglio 1956 a New York City

Durata totale: 21:31

## Musicisti
#251 / Jackleg / Rattler's Groove
- Nat Adderley - cornetta
- Cannonball Adderley - sassofono alto
- Junior Mance - pianoforte
- Sam Jones - contrabbasso (brani: Jackleg e Rattler's Groove)
- Al McKibbon - contrabbasso (brano: #251)
- Charles ''Specs'' Wright - batteria

Sam's Tune / The Fat Man / The Fat Man (Alt. Take) / The Nearness of You / Hoppin' John / Yesterdays
- Nat Adderley - cornetta
- Cannonball Adderley - sassofono alto
- Junior Mance - pianoforte
- Sam Jones - violoncello (brano: Sam's Tune e Sam's Tune (Alternate Take))
- Sam Jones - contrabbasso (solo brano: Yesterdays)
- Al McKibbon - contrabbasso (eccetto nel brano: Yesterdays)
- Charles Specs Wright - batteria

Bimini / Sermonette / Hayseed
- Nat Adderley - cornetta
- Cannonball Adderley - sassofono alto
- Junior Mance - pianoforte
- Sam Jones - contrabbasso
- Charles Specs Wright - batteria